# Mark 83
La Mark 83 es una bomba de caída libre de propósitos generales, que se encuentra en servicio para Estados Unidos.

## Desarrollo y despliegue
El peso nominal de la bomba es de 454 kg (1000 libras), aunque su peso real varía entre 447 kg (985 libras) y 468 kg (1030 libras), dependiendo esto de la espoleta que se utilice y la configuración de sus aletas. La Mk 83 posee una carcasa de acero que en su interior alberga 202 kilogramos (445 libras) de Tritonal altamente explosivo. Cuando se la llena con explosivos PBXN-109 ,  se la denomina BLU-110. 
La Mk 83 es utilizada para una variedad de bombas de precisión guiadas como la GBU-16 Paveway II y la  GBU-32 JDAM, y también en algunas minas marinas.
Esta bomba es utilizada habitualmente por la Armada de los Estados Unidos.

### Desarrollos relacionados
- Mark 81
- Mark 82
- Mark 84